# Handschutz (Schusswaffe)
Als Handschutz wird bei einigen tragbaren Schusswaffen der Schutz bezeichnet, welcher den Lauf umgibt. Er ist Teil der Schäftung und soll den Schützen vor Verbrennungen durch den heißgeschossenen Lauf schützen. Außerdem bietet er eine ergonomisch bessere Griffmöglichkeit.
In vielen Fällen bietet der Handschutz eine Möglichkeit Zubehörteile wie Visiere oder Laseraufsätze direkt am Handschutz oder an Montageschienen, z. B. der Picatinny-Schiene, zu installieren.
Der Handschutz besteht üblicherweise aus Holz, Schichtholz oder (faserverstärktem) Kunststoff. Dieser ist oft mit Schlitzen oder Bohrungen ausgeführt, um eine bessere Kühlung des Laufes zu ermöglichen. Vereinzelt wird auch ein Handschutz aus Metall eingesetzt. Hier nutzt man dessen Wärmeleitfähigkeit zur Laufkühlung, was allerdings zu einer schnelleren Erwärmung des Handschutzes führt.

Ein freischwingender Handschutz ist nicht mit dem Lauf verbunden, was sich vorteilhaft auf die Präzision auswirkt.

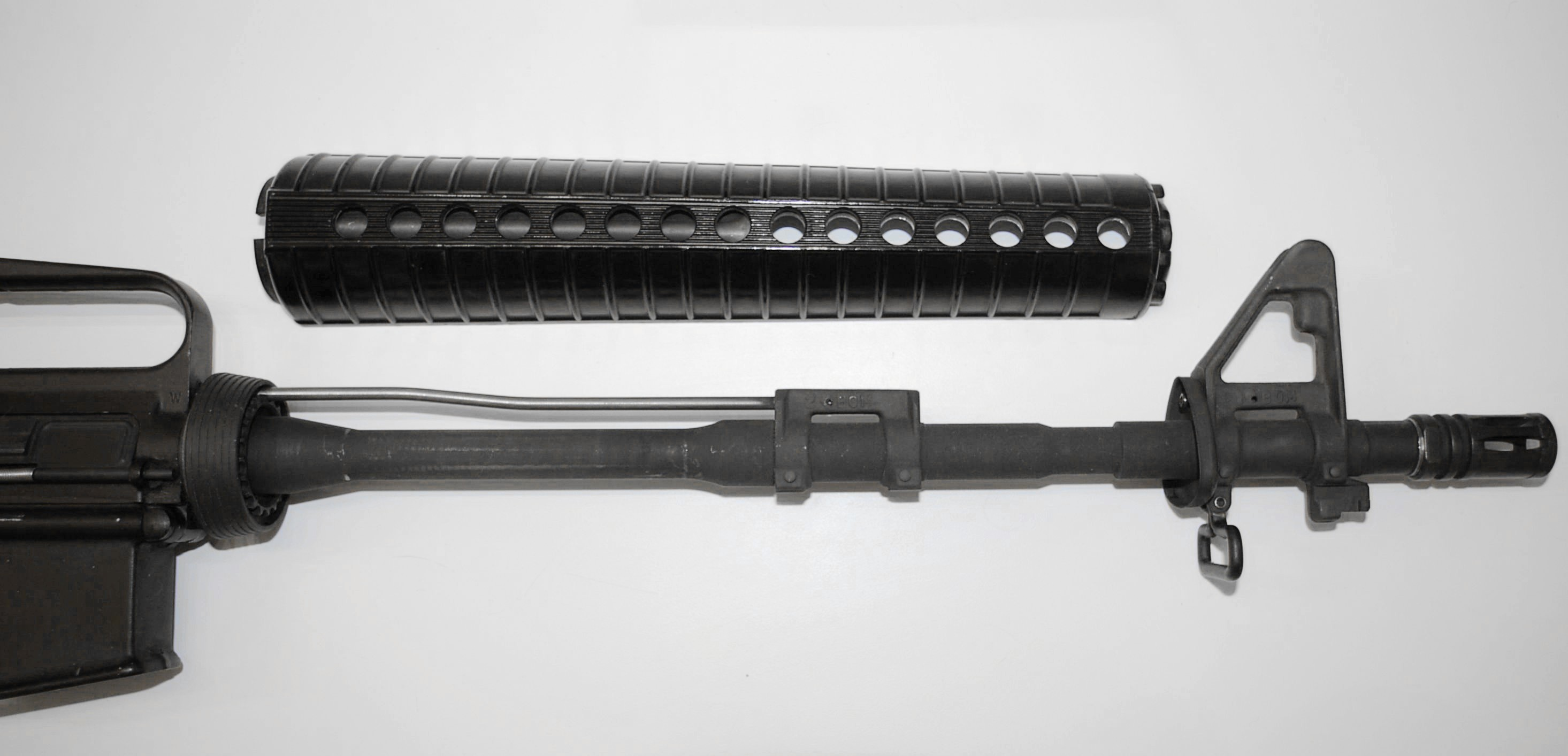
Sturmgewehr mit Handschutz
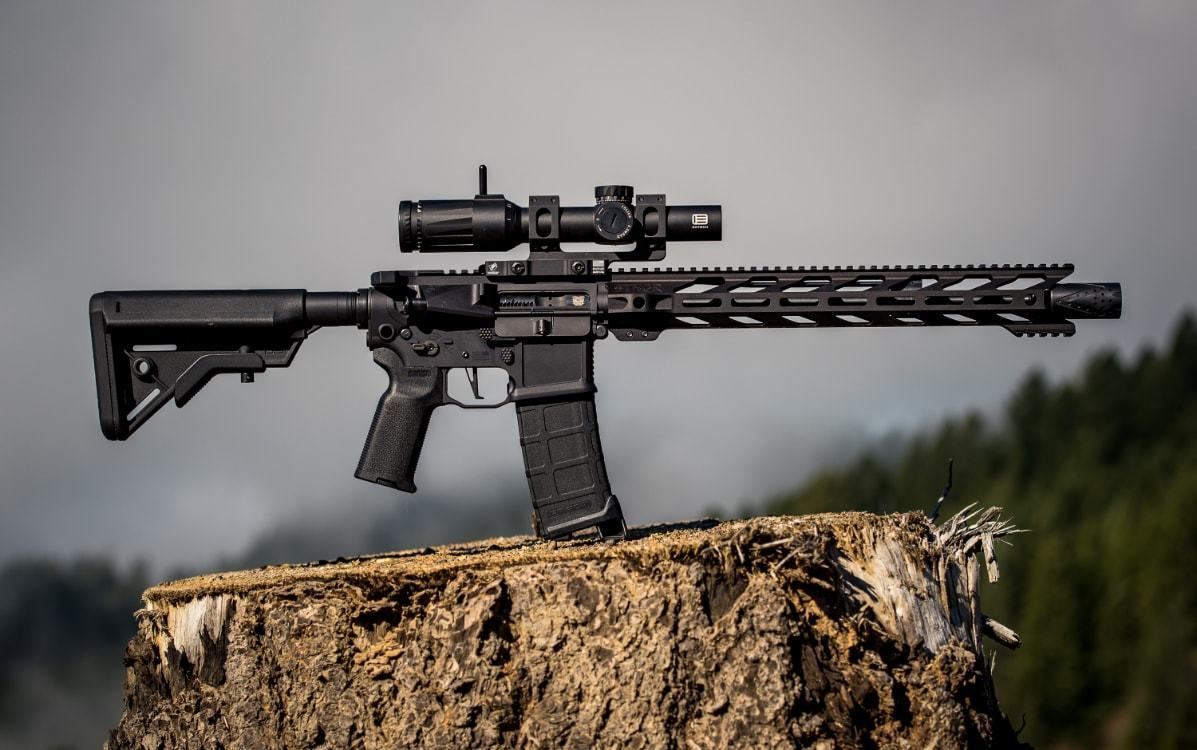
Freischwingender Handschutz mit M-LOK-Montageschienen
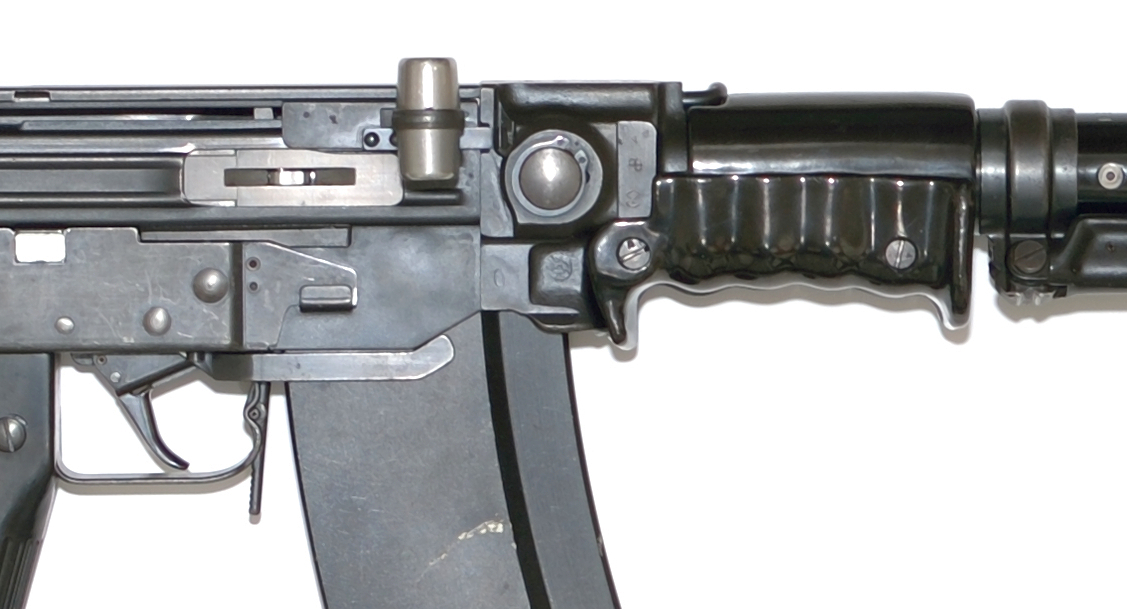
Ergonomisch geformter Handschutz eines SIG 510